# Zero (Unternehmen)
Zero ist ein deutscher Konzern, der die Modekette Zero (eigene Schreibweise: zero) betreibt. Das Handelsunternehmen vertreibt im Onlinehandel sowie in eigenen Läden und Shop-in-Shops in Deutschland und Österreich Damenbekleidung und Accessoires der gleichnamigen eigenen Modemarke. Die Zero-Gruppe ist in Bremen registriert und gehört seit 2020 mehrheitlich Betty Barclay.

## Geschichte
Die Unternehmensgründung erfolgte 1967 durch Detlef Ruddat als Multilabel-Filialist mit vorerst nur einem Laden in Bremen. Gemeinsam mit Reinhard Fischer, der seit 1974 im Unternehmen arbeitete und später Mitinhaber wurde, stellte er das Sortiment bis Ende der 70er-Jahre vollständig auf Eigenmarken um. 1993 wurde die Marke Zero eingeführt. Eine siebenköpfige Designabteilung entwarf jährlich zwölf schmale Kollektionen mit mittlerem Modegrad, die Time-to-Market lag bei acht Wochen. Das Unternehmen organisierte den Vertrieb vertikal integriert, arbeitete aber auch mit einigen Franchisenehmern. Zero betrieb Ende 1994 insgesamt 38 Läden in deutschen Groß- und Mittelstädten und beschäftigte etwa 350 Menschen. Im Jahr 1994 setzte Zero 125 Mio. DM um. Mitte der 90er-Jahre expandierte das Unternehmen in die Niederlande und nach Österreich, wo im April 1996 das erste Geschäft in Graz eröffnet wurde.
Bis 1998 steig die Anzahl der Läden auf 77 (davon 53 eigene Filialen) und der Umsatz auf 165 Mio. DM. Im September 1998 eröffnete Zero im Kaufhof in Heidelberg seinen ersten Shop-in-Shop, drei weitere folgten. In der Saison Frühjahr/Sommer 1999 stieg Zero mit einem Produktkatalog und einem Onlineshop in den Versandhandel ein. Das Unternehmen expandierte weiter ins europäische Ausland, unter anderem mit Concession-Flächen in den Kaufhäusern Printemps (Paris) und Magasin du Nord (Kopenhagen).
Das Sortiment wurde breiter aufgestellt und das Netz der Verkaufsorte auf 107 Standorte in Deutschland und 22 im Ausland erweitert. Im Jahr 2001 expandierte Zero außerdem in die Schweiz und steigerte den Umsatz auf 95 Mio. Euro. 2007 zog das Modeunternehmen schließlich in seinen in einen modernisierten Speicher im Europahafen der Überseestadt in Bremen. Außerdem wurde in Bremen ein neues Zentrallager gebaut. Der Umsatz der Unternehmensgruppe lag 2009 bei 120 Mio. Euro. Anfang 2010 war Zero mit 85 Filialen, 27 Franchise-Läden und 127 Shop-in-Shops in Deutschland, Österreich und der Schweiz aktiv. Zusätzlich erfolgte mit einer eigenen iPhone-App der Einstieg in den Mobile Commerce.
Im April 2016 stellte die Zero-Unternehmensgruppe mit etwa 1000 Mitarbeitenden Anträge auf Eröffnung eines Insolvenzverfahrens. Fischer schied aus dem Unternehmen aus, stattdessen engagierten die Insolvenzverwalter die Manager Urs-Stefan Kinting und Viktor Seuwen. Alle Filialen in Österreich und der Schweiz wurden geschlossen und die Unternehmensgruppe verschlankt. Unter anderem sparte man Transportkosten, indem man Waren aus Asien nicht mehr per Luftfracht, sondern auf dem Seeweg einführte. Im Juni 2018 wurde das Insolvenzverfahren beendet und Zero von den geschäftsführenden Gesellschaftern Kinting und Seuwen übernommen. Nach Kintings Aussagen lag der Bruttoumsatz im Jahr 2019 bei 94 Mio. Euro.
Zum Jahresanfang 2020 wurde die Betty-Barclay-Gruppe Mehrheitseigentümerin von Zero, Kinting und Seuwen blieben aber Mitinhaber und Geschäftsführer. Im Juni 2021 verließen sie Zero, die Geschäftsleitung übernahmen Birgit Kampmann, Thorsten Luig und Bernd Brodrick. Alle drei kamen von Betty Barclay, betonten aber, Zero weiter unabhängig führen zu wollen. Seit April 2024 leiten Brodick, Luig und Björn Krüger die Modemarke.

## Vertrieb und Produkte
Zero betreibt 70 Läden und 320 Shop-in-shops in Deutschland und Österreich, etwa 720 Menschen arbeiten für die Gruppe. Der Onlinehandel wird über den eigenen Onlineshop und seit Oktober 2020 auch über die Marktplätze von Zalando, About You und Otto abgewickelt.
Zero positioniert sich stilistisch im Mainstream, die mittelpreisigen Artikel werden überwiegend in der Volksrepublik China, Indien und der Türkei hergestellt.

## Konzernstruktur
Der Zero-Gruppe besteht seit dem Ende des Insolvenzverfahrens im Jahr 2018 aus drei Unternehmen, die von der zPDC GmbH geleitet werden. Die zRetail GmbH ist für den stationären Handel in den eigenen Geschäften zuständig, die zHolding GmbH verwaltet übergreifende Vorfälle. Alle Gesellschaften haben ihren Unternehmenssitz in Bremen in der Konsul-Smidt-Straße.